# Hidehiko Yoshida
Hidehiko Yoshida (Japans: 吉田 秀彦, Yoshida Hidehiko) (Obu, 3 september 1969) is een voormalig Japans judoka. Yoshida werd in 1988 Aziatisch kampioen in het halfmiddengewicht. Yoshida werd olympisch kampioen in het halfmiddengewicht in Barcelona. Vier jaar later in Atlanta verloor Yoshida de wedstrijd om het brons in het middengewicht. In 1999 werd Yoshida in Birmingham wereldkampioen. Een jaar later tijdens de kwartfinale van de Olympische Zomerspelen 2000 brak Yoshida zijn arm en verloor nadien in de herkansingen. Yoshida maakte de overstap naar het Mixed martial arts

## Resultaten
- Aziatische kampioenschappen judo 1998 in Damascus  in het halfmiddengewicht
- Wereldkampioenschappen judo 1991 in Barcelona  in het halfmiddengewicht
- Olympische Zomerspelen 1992 in Barcelona  in het halfmiddengewicht
- Wereldkampioenschappen judo 1993 in Hamilton  in het halfmiddengewicht
- Wereldkampioenschappen judo 1995 in Chiba  in het middengewicht
- Olympische Zomerspelen 1996 in Atlanta 5e in het middengewicht
- Wereldkampioenschappen judo 1999 in Birmingham  in het middengewicht
- Olympische Zomerspelen 2000 in Sydney 9e in het middengewicht

1972: Toyokazu Nomura ·
1976: Vladimir Nevzorov ·
1980: Sjota Chabareli ·
1984: Frank Wieneke ·
1988: Waldemar Legień ·
1992: Hidehiko Yoshida ·
1996: Djamel Bouras ·
2000: Makoto Takimoto ·
2004: Ilias Iliadis ·
2008: Ole Bischof · 
2012: Kim Jae-bum · 
2016: Chasan Chalmoerzajev · 
2020: Takanori Nagase · 
2024: Takanori Nagase
- Bibliotheek van het Japanse parlement: 00891870
- Virtual International Authority File: 255562991